# Chiesa del collegio dei Gesuiti
La chiesa del collegio dei Gesuiti, o dell'Immacolata al Collegio, è una chiesa barocca di Trapani, dedicata all'Immacolata Concezione, sita in corso Vittorio Emanuele, nel centro storico. Il complesso religioso comprende anche, sulla sinistra della chiesa, l'edificio dell'ex collegio e, sulla via Roma, l'ex convento gesuitico.

## Storia

### Epoca spagnola
Nel 1580 i religiosi della Compagnia di Gesù eressero nel tempio dei Confrati di San Michele un altare sotto il titolo della Concezione della Vergine Maria.
I Gesuiti nel periodo compreso tra il 1581 e il 1596, ottennero il permesso di costruire la chiesa, grazie alle donazioni del Senato cittadino, con annesso il collegio, e il convento. La chiesa fu progettata nel 1614 dall'architetto gesuita messinese Natale Masuccio ed è uno tra i più significativi monumenti barocchi della città. Al Masuccio subentrò Tommaso Blandino da Mineo, al quale si affiancarono via via maestranze locali e personalità di spicco: gli architetti Pietro Castro e Giovanni Biagio Amico, e gli scultori Giuseppe Milanti e Giacomo Tartaglio. 
I Confrati di San Michele abbandonarono il sito nel 1616. Nel 1655 a Francesco Bonamici da Lucca fu affidata la direzione dei lavori per il completamento del prospetto. 
La chiesa fu consacrata il 13 giugno 1638 dal cardinale Giovanni Domenico Spinola, vescovo di Mazara del Vallo.

### Epoca borbonica
Dopo la soppressione della Compagnia di Gesù del 1767, la chiesa, che era ancora in fase di decorazione, che avrebbe dovuto seguire i canoni del tempo e comprendere un apparato decorativo interamente costituito da marmi mischi, rimase in parte incompleta e i Padri Gesuiti dovettero lasciare Trapani nel 1770 insieme ai loro beni, che passarono sotto la giurisdizione della diocesi di Mazara del Vallo.

### Epoca contemporanea

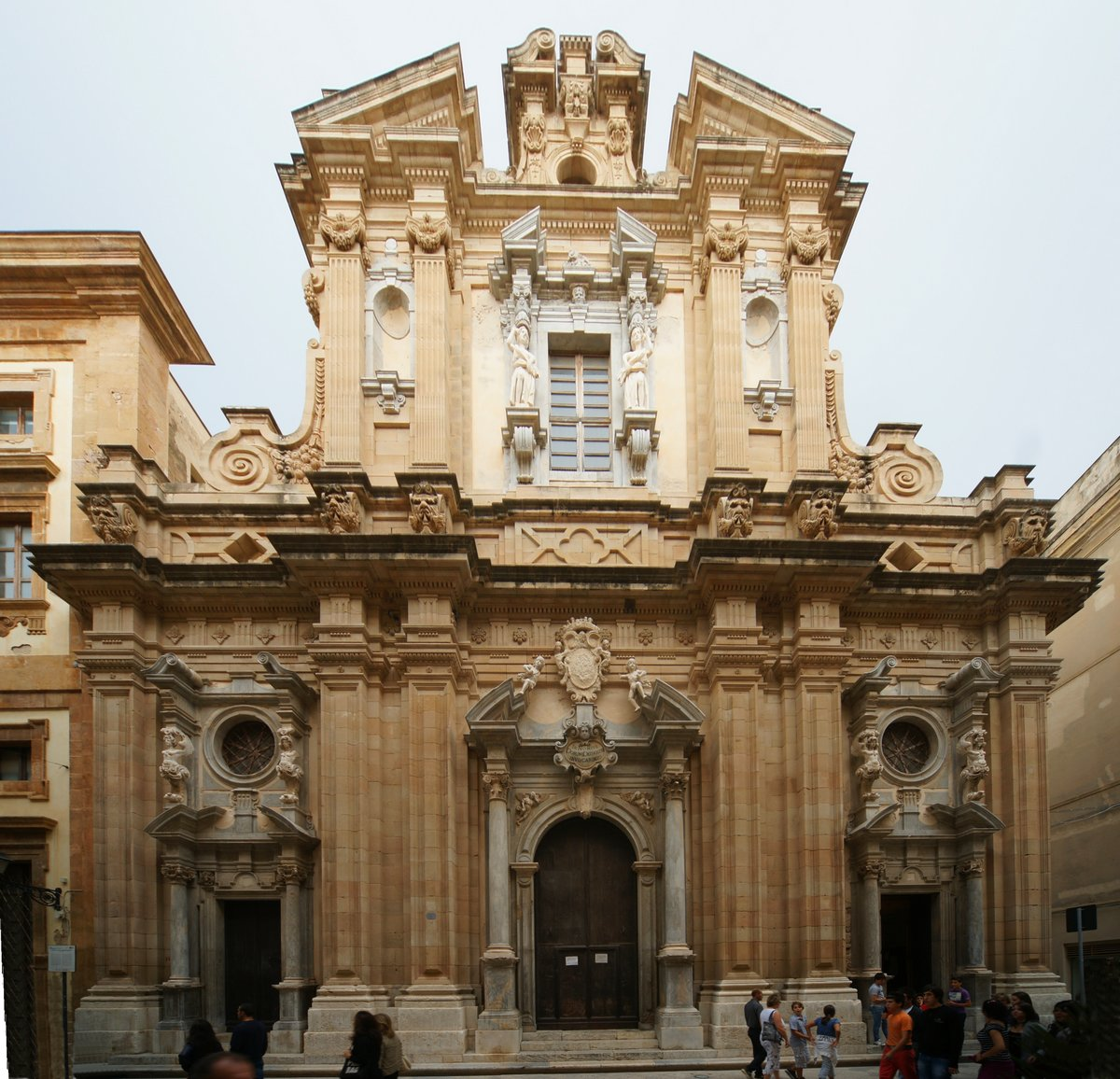
Veduta di facciata della chiesa.

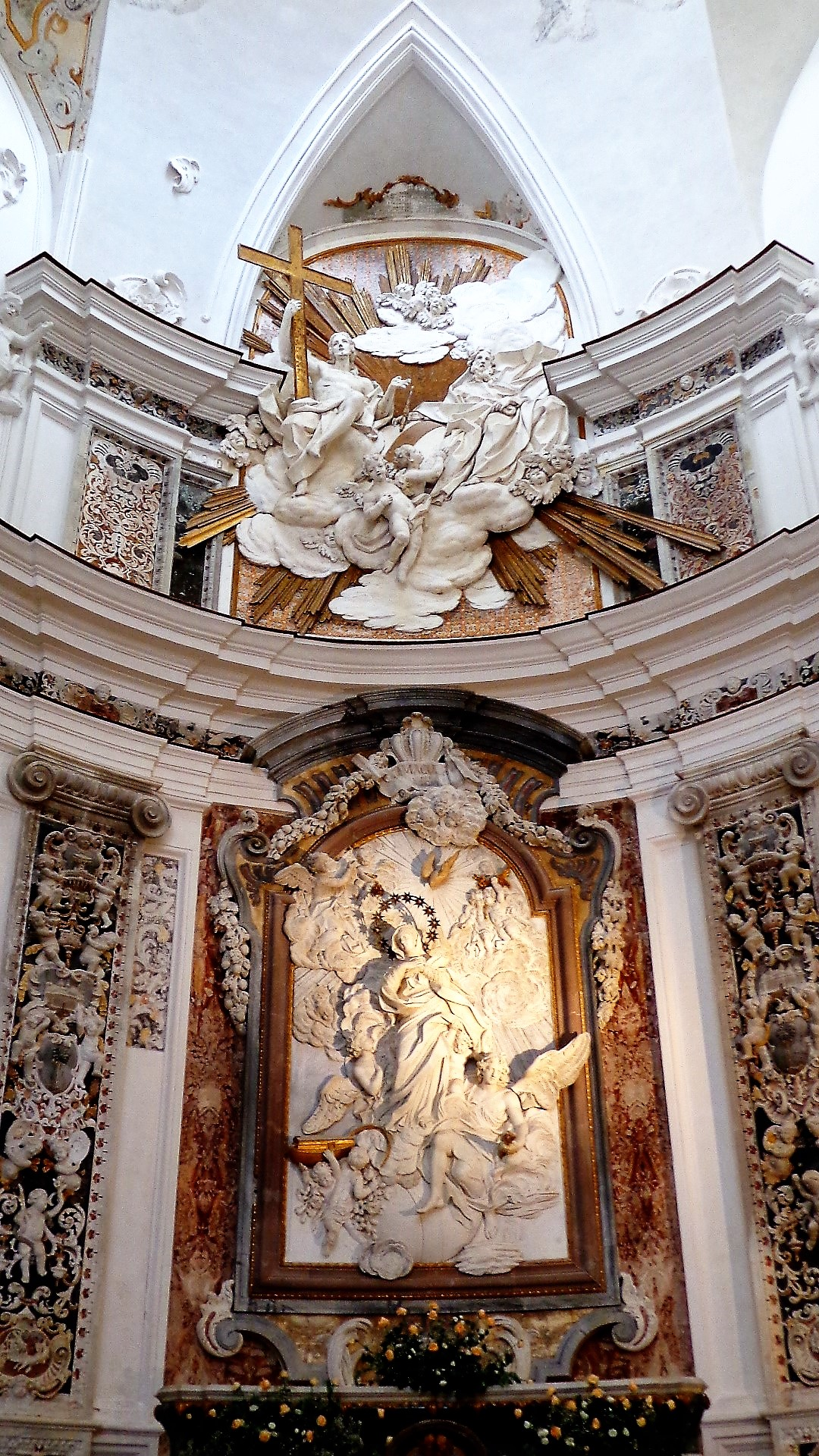
Altorilievo del Marabitti.

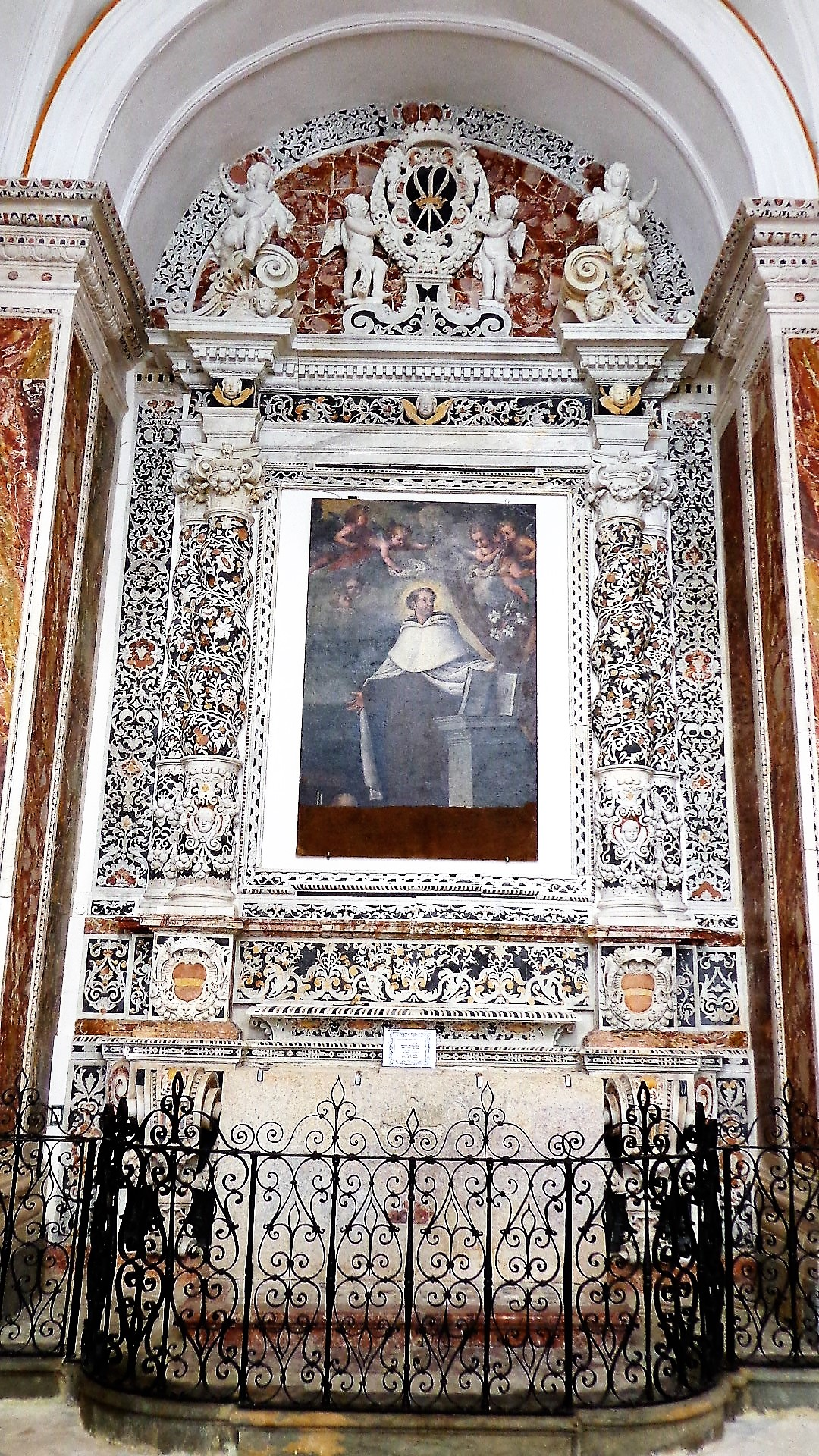
Cappella di Sant' Ignazio di Loyola, absidiola sinistra.

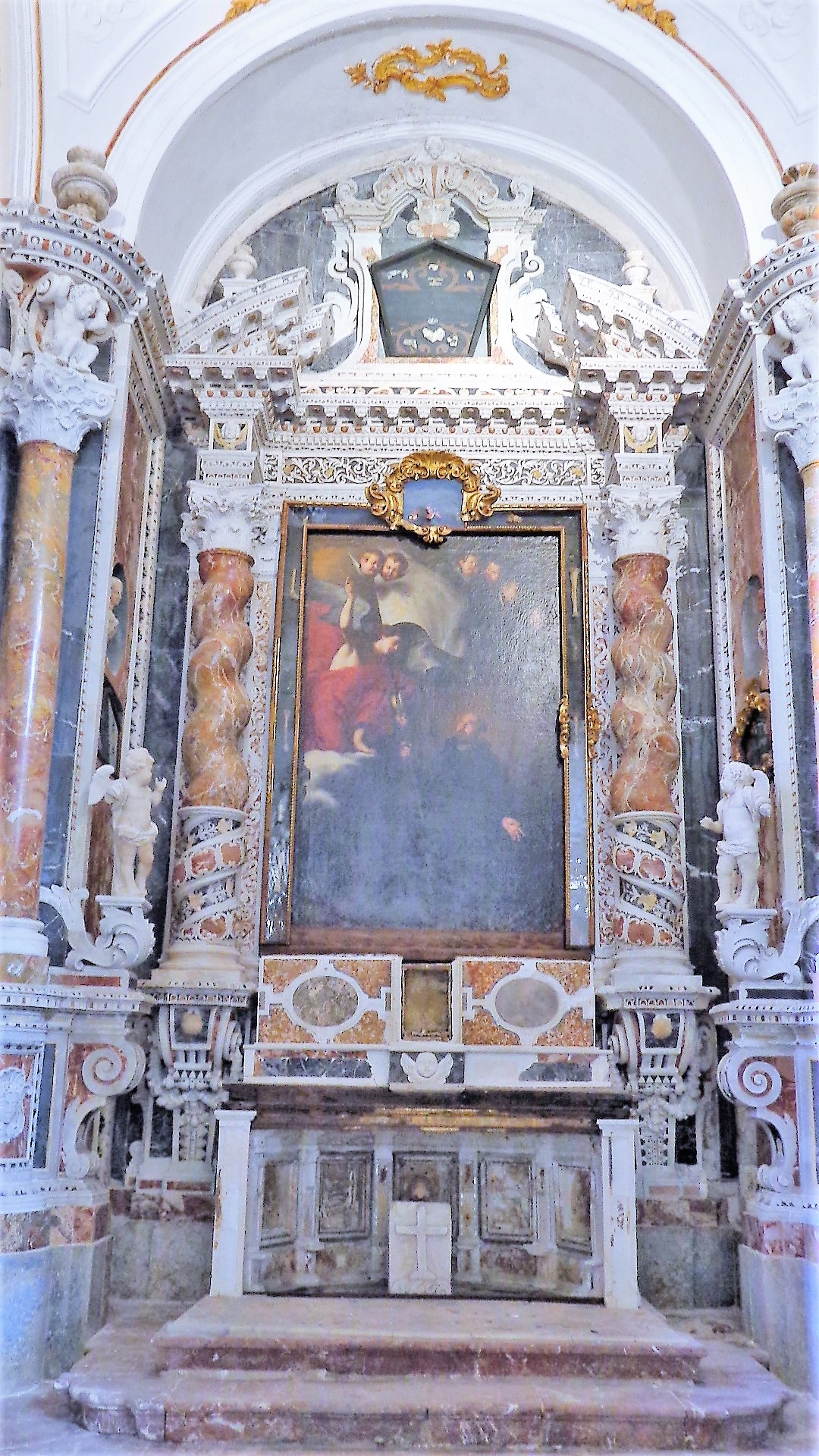
Cappella di San Francesco Saverio, absidiola destra.

Il Collegio divenne poi il liceo ginnasio Ximenes dopo l'unità d'Italia, mentre il convento fu sede del tribunale fino agli anni '50 del 900.
Chiusa, per inizio dei restauri, dal 1961, ed è stata riaperta nel gennaio 2003, ma i lavori di restauro architettonico della chiesa da parte della soprintendenza si sono completati definitivamente solo nel 2011.

## Architettura

### Facciata
Il primo ordine è arricchito da tre portali in calcare marmoreo grigio delimitati da paraste, sicché entrambe le partizioni centrali dei due ordini presentano la stessa intelaiatura verticale costituita da paraste binate collocate su alti plinti nel basamento e mascheroni sui dadi aggettanti del cornicione - marcapiano.
I tre portali presentano la stessa architettura: colonne ioniche sormontate da capitelli corinzi sostengono timpani ad archi sovrapposti e spezzati. Sulle cimase telamoni (o arpie, per via dei seni talvolta pronunciati) reggono un secondo ordine di timpani con volute a ricciolo, che delimitano grandi oculi intermedi. Il portale mediano, più ampio e più alto, nella parte intermedia è sormontato da due angeli che reggono lo stemma mariano centrale e un cartiglio recante la seguente iscrizione: "IN NOMINE DOMINI DEI NOSTRI INVOCABIMVS".
Il secondo ordine è caratterizzato da coppie di paraste scanalate con ghirlande sommitali che includono nicchie vuote. Nell'insieme delimitano la finestra centrale decorata con sculture muliebri a sostegno di un timpano triangolare spezzato con mensola intermedia. Due grandi volute a ricciolo arricchite da festoni fitomorfi raccordano il corpo centrale al primo ordine.
Un monumentale timpano a triangolo spezzato chiude la prospettiva, una elevazione intermedia comprende un oculo sormontato da timpano a ricciolo. Arricchiscono la decorazione ulteriori puttini, teste di cherubini, festoni di fiori e frutti, mascheroni e figure muliebri, conchiglie ed articolate modanature, greche, rosette e fiori stilizzati.
Nella controfacciata è addossata la cantoria.

### Interno
L'interno è a tre navate, con colonne ed archi a serliana. Le pareti sono decorate con stucchi realizzati da Bartolomeo Sanseverino autografi "BARTH. SANSEVERINUS PAN. ARCHITECTUS ET PLASTES 1766.", allievo del Serpotta, e da marmi. Sono preminenti nella chiesa i preziosi lavori di tarsie di marmi colorati; tra i più pregevoli l'altare dedicato a Sant'Ignazio di Loyola e il prezioso pulpito.

#### Navata
L'apparato decorativo plastico comprende otto medaglioni in stucco delimitati da foglie d'acanto sul pennacchio delle colonne binate. Altrettanti quadroni in cornici mistilinee ornano le porzioni di pareti comprese fra finestroni. Sulla volta due quadroni minori delimitano una grande scena centrale sull'asse mediano. La statuaria annovera quattro manufatti inserite in nicchie sulle pareti laterali e diversi busti marmorei.
Navata destra
- Prima campata: Cappella della Sacra Famiglia. Sulla parete è documentato il dipinto raffigurante la Sacra Famiglia, opera di Domenico La Bruna. All'interno della navata centrale un'acquasantiera in marmo rosso.
  - Nicchia con statua. Nel vano inferiore è collocata una statua della Madonna di Trapani.
- Seconda campata: Cappella di Sant'Alberto. Ambiente con cancellata, sopraelevazione costituita da colonne tortili intarsiate. Nell'edicola il dipinto raffigurante Sant'Alberto degli Abbati.
  - Nicchia con statua. Vano inferiore con confessionale.
- Terza campata: Cappella della Madonna di Trapani. Ambiente oggetto di restauri.
  - Busto su parete intarsiata in marmi mischi.
- Vani pseudotransetto.

Navata sinistra
Ingresso ambiente.
- Prima campata: Cappella di Santa Rosalia. Sotto la mensa è collocata una scultura marmorea realizzata nel 1717 da Giacomo Tartaglio in alabastro bianco di Gibellina. Omaggio dei trapanesi a Santa Rosalia. All'interno della navata centrale un'acquasantiera in marmo rosso.
  - Nicchia con statua. Vano inferiore.
- Seconda campata: Cappella del Beato Luigi Rabatà.
  - Nicchia con statua. Vano inferiore con confessionale. Nella navata centrale il pulpito marmoreo con arpie sul fusto e le raffigurazioni degli evangelisti nella conca, opera dei maestri palermitani Francesco Scuto e Nunzio La Matina, ispirato a quello di Casa Professa.
- Terza campata: Cappella del Santissimo Crocifisso. Il Crocifisso è opera di Giuseppe Milanti. 
  - Busto di donna Allegranza Sanclemente su parete intarsiata in marmi mischi. Varco d'accesso agli ambienti della sacrestia.
- Vani pseudotransetto.

#### Absidiole
- Absidiola destra: Cappella di San Francesco Saverio. L'ambiente è arricchito dal dipinto raffigurante San Francesco Saverio, opera di Pietro Novelli.[9]
- Absidiola sinistra: Cappella di Sant'Ignazio. Nel XVIII secolo fu realizzato dall'architetto Giovanni Biagio Amico[10] l'ambiente dedicato al fondatore della Compagnia, pregevole il quadro raffigurante Sant'Ignazio di Loyola,[9] opera di Vito Carrera inserito in un'edicola delimitata da colonne tortili e timpano ad arco spezzato. Pareti arricchite da colonne, marmi, mensole, volute, vasi acroteriali, stucchi e reliquiari lignei di Santi Martiri.

#### Altare maggiore
- 1637, Immacolata Concezione, dipinto, opera di Geronimo Gerardi. L'opera documentata sull'altare maggiore fu sostituita con l'altorilievo marmoreo con lo stesso soggetto di Ignazio Marabitti.

### Opere documentate
- Sepoltura di Giacomo Tartaglio.
- XVIII secolo, Diva Immacolata, dipinto, opera di Giuseppe Felice.[11]
- XVIII secolo, Sant'Ignazio di Loyola e San Francesco Saverio, affresco volta della sacrestia, opera di Giuseppe Felice.[11]

|                |         |           |
| Controfacciata | Interno | Sacrestia |

## Il Collegio dei Gesuiti

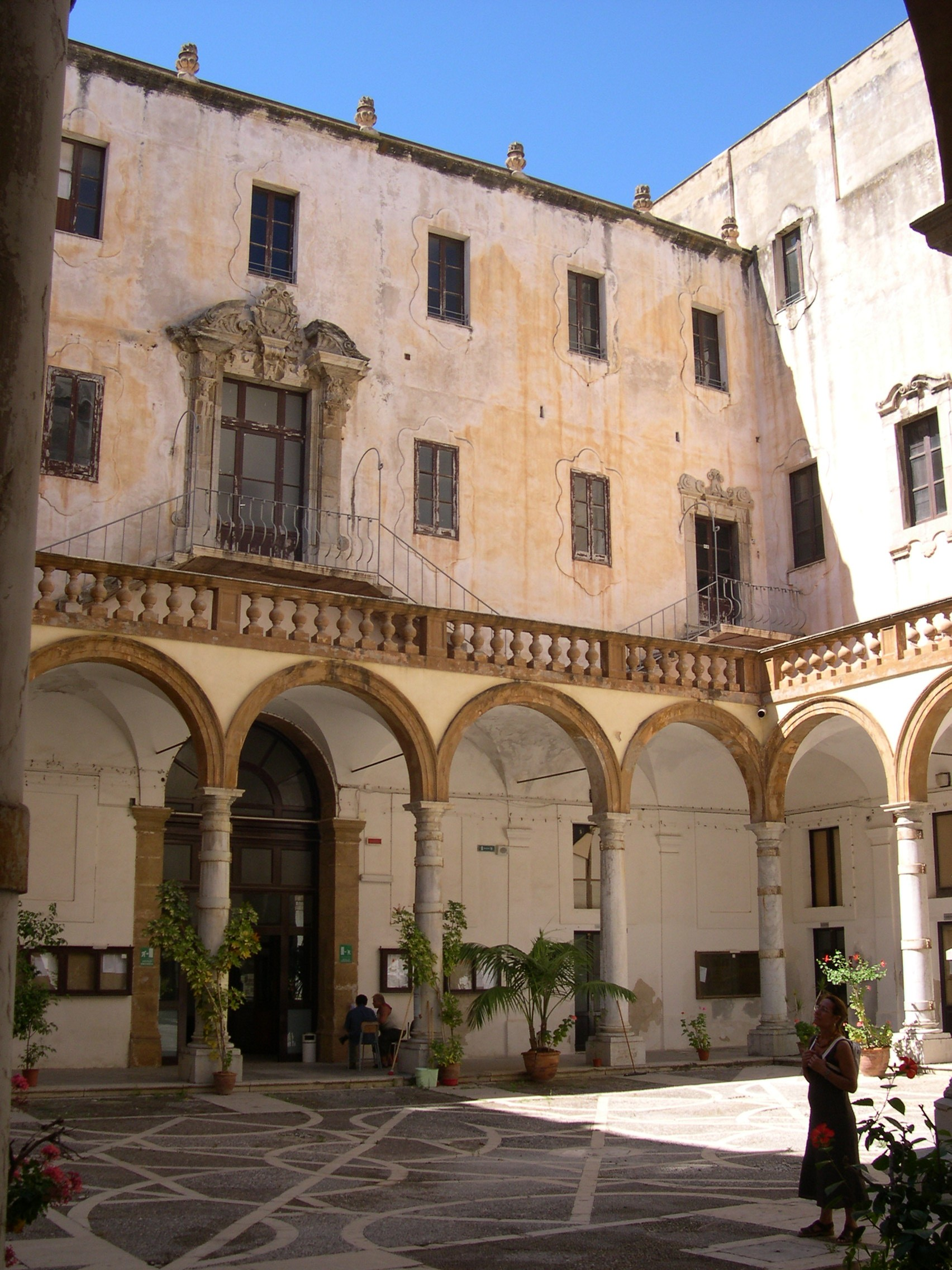
Il chiostro del collegio.

Edificio progettato nel 1613 dall'architetto gesuita messinese Natale Masuccio. Adiacente al corpo ecclesiale ad occidente, con prospetto su corso Vittorio Emanuele e chiostro interno. Altrettanti aree di corpi di fabbrica chiudono l'isolato a settentrione, determinando di fatto un complesso di grandi dimensioni.
Nel 1767 con l'espulsione e soppressione della Compagnia di Gesù, il Collegio divenne sede delle scuole borboniche e nel 1834 divenne Real Liceo Leonardo Ximenes. La vasta biblioteca fu trasferita a Palermo e poi è andata dispersa: oggi i libri e i documenti si trovano sparsi tra la Biblioteca centrale della Regione Siciliana, il fondo gesuitico della Biblioteca Nazionale di Parigi, l'archivio storico dei Gesuiti di Roma, la Biblioteca Fardelliana.
- Chiostro quadrato con portici con cinque arcate per lato.

- XVII secolo, I dodici apostoli, ciclo di dodici dipinti su tela, opere attualmente custodite nel museo regionale Agostino Pepoli di Trapani,[12] realizzate dal pittore fiammingo Geronimo Gerardi.

### L'oratorio
- XVIII secolo, Passione di Gesù Nazareno, ciclo di sei dipinti, opere di Giuseppe Felici. Documentato nella chiesa di Sant'Alberto,[11] la raccolta oggi è custodita nella chiesa del Purgatorio.

## Galleria d'immagini
|        |                       |               |        |                              |                                                        |
| Navata | Altorilievo Marabitti | Altare minore | Altare | Altare Santissimo Crocifisso | Marmi mischi con busto di donna Allegranza Sanclemente |